# Station Göppingen
Station Göppingen is een spoorwegstation in de Duitse plaats Göppingen.  Het oorspronkelijke station werd in 1847 geopend. Het huidige stationsgebouw werd in 1964 gebouwd.